# Kollonich Zsigmond
Kollográdi gróf Kollonich Zsigmond Lipót, olykor Kolonics (Pozsony, 1676. május 30. – Bécs, 1751. április 12.) mecénás, bíboros, érsek.

## Életrajza
1716-tól herceg Kollonich Lipót esztergomi érsek unokaöccse. Tanulmányait Csehországban, a neuhausi jezsuita kollégiumban kezdte, 1693. október 30-án lett a Collegium Germanicum Hungaricum növendéke. 1699-ben nagybátyja szentelte pappá Bécsben. 
1700-tól győri kanonok, pápóci prépost, skutari címzetes püspök és királyi tanácsos. 1701. április 1-től esztergomi kanonok, 1703-tól tapolcai apát, 1706-tól sasvári főesperes. 1708. december 1-től váci megyés püspök. 1714-ben alapította a váci piarista gimnáziumot és rendházat. 1716. április 16-tól herceg és bécsi megyés püspök. 1727-ben bíboros lett. A Kollonits család kihalása miatt fiává fogadta rokonát, Zay László grófot.
Bécsben, 1751. április 12-én 75 évesen érte a halál.